# Nordisk Film 90 år
|  | Denne artikel er oprettet af botten Steenthbot ud fra en ekstern database. Den kan derfor have sproglige fejl eller mangler. Denne skabelon kan fjernes efter kontrol af indholdet. |

Nordisk Film 90 år er en dansk dokumentarfilm fra 1996.

## Medvirkende
- Ole Michelsen